# Nusvensk frekvensordbok

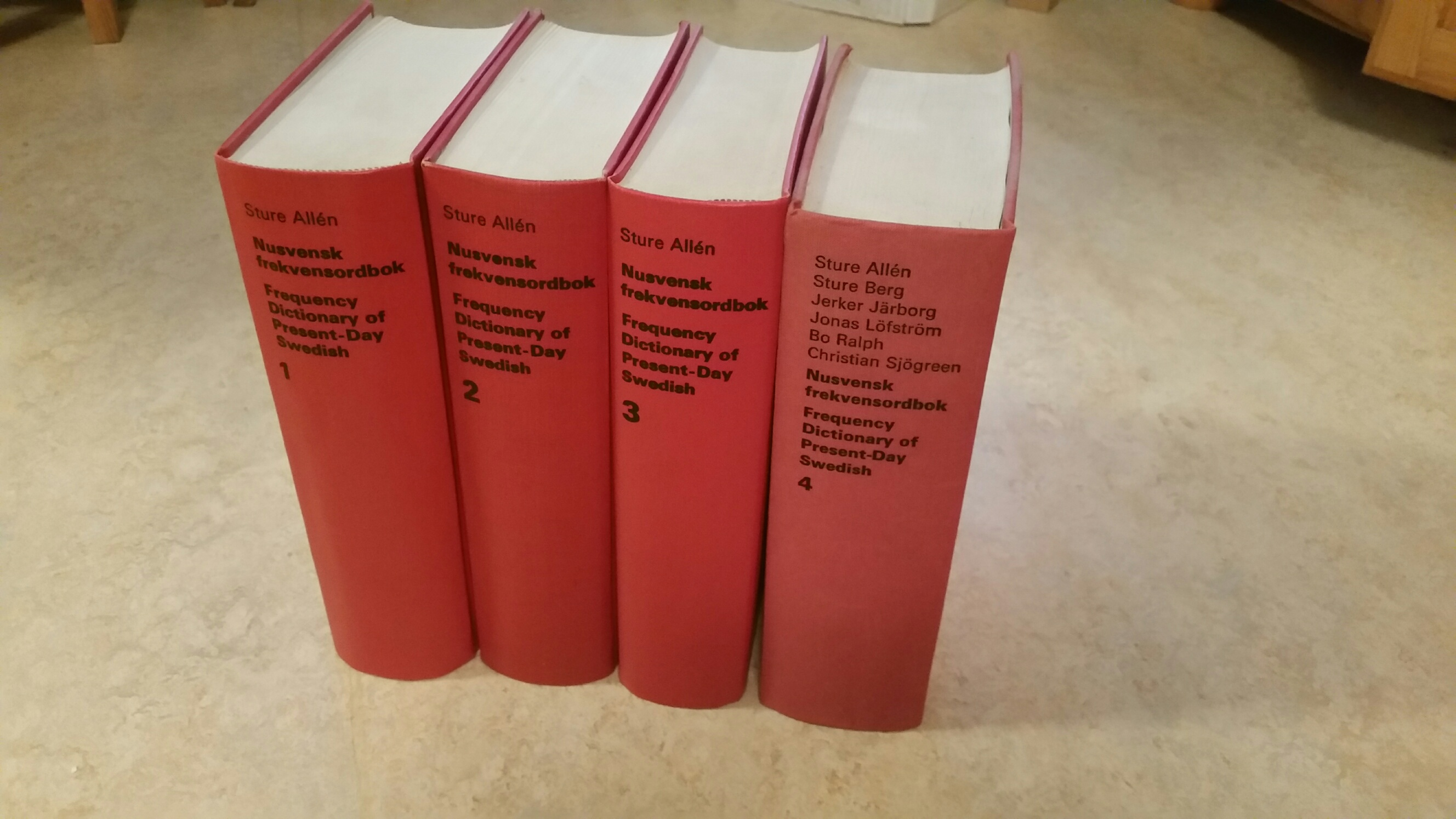
Nusvensk frekvensordbok

Nusvensk frekvensordbok är en ordbok med inriktning på bland annat hur vanliga ord är i svenska språket, men verket innehåller många andra uppgifter. Verket utkom mellan 1970 och 1980 i fyra band. Innehållet baseras på en stor textkorpus på en miljon ord insamlade under slutet av 1960-talet. Verket utarbetades vid Språkdata i Göteborg, med Sture Allén som huvudredaktör.
En internationell förelöpare var det forskningsarbete vid Brown University som Henry Kučera och W. Nelson Francis hade presenterat i Computational Analysis of Present-Day American English (1967). Deras "Brown Corpus" (se engelska Wikipedia) var en textmassa med en miljon ord ur ett urval av samtida engelska texter. Förlaget Houghton Mifflin Harcourt baserade sin ordbok The American Heritage Dictionary (1969) på denna analys av ordfrekvenserna, världens första ordbok baserad på korpuslingvistik. Sture Allén låg alltså mycket nära denna forskningsfront.